# Oscar Galíndez
Oscar Saúl Galíndez (* 5. Juni 1971 in Río Tercero) ist ein ehemaliger Duathlet und Triathlet aus Argentinien. Er ist Duathlon-Weltmeister (1995) und dreifacher Ironman-Sieger (2003, 2006 und 2007).

## Werdegang
Oscar Galíndez wurde 1995 in Mexiko Duathlon-Weltmeister.
1995 zog er nach Brasilien und im Mai 1999 wurde er südamerikanischer Triathlon-Meister.
2001 startete er mit Triathlon-Training für die Langdistanz.
Im Mai 2003 gewann er den Ironman Brasil und er konnte diesen Erfolg 2006 und 2007 wiederholen.
2007 wurde er in Florida Zweiter bei der Ironman 70.3 World Championship (1,9 km Schwimmen, 90 km Radfahren und 21,1 km Laufen). Seit 2013 tritt er nicht mehr international in Erscheinung.
Auch sein Sohn Tomás Galíndez (* 1996) ist als Triathlet aktiv und gewann 2019 den Ironman Mar del Plata.

## Sportliche Erfolge
| Datum/Jahr    | Rang | Wettbewerb                                           | Austragungsort   | Zeit        | Bemerkung                                                                               |
| ------------- | ---- | ---------------------------------------------------- | ---------------- | ----------- | --------------------------------------------------------------------------------------- |
| 3. Feb. 2013  | 1    | Ironman 70.3 Panama                                  | Panama City      | 03:58:31    |                                                                                         |
| 18. März 2012 | 5    | Ironman 70.3 San Juan                                | San Juan         | 03:58:46    | [ 1 ]                                                                                   |
| 17. Apr. 2011 | 1    | ARG Middle Distance Triathlon National Championships | Concordia        | 03:59:39    | argentinischer Meister Mitteldistanz vor Ezequiel Morales beim Half Triathlon Concordia |
| 16. Jan. 2011 | 3    | Ironman 70.3 Pucón                                   | Pucón            | 03:57:17    | [ 3 ]                                                                                   |
| 30. Okt. 2010 | 3    | Ironman 70.3 Miami                                   | Miami            | 04:05:38    | Dritter bei der Erstaustragung                                                          |
| 20. Sep. 2010 | 3    | Ironman 70.3 Cancún                                  | Cancún           | 04:05:20    | [ 4 ]                                                                                   |
| 20. Sep. 2009 | 1    | Ironman 70.3 Cancún                                  | Cancún           | 04:10:22    | [ 5 ]                                                                                   |
| 29. Aug. 2009 | 4    | Ironman 70.3 Brasil                                  | Penha            | 03:54:57.05 | [ 6 ]                                                                                   |
| 2009          | 1    | Ironman 70.3 Pucón                                   | Pucón            | 03:57:26    |                                                                                         |
| 14. Sep. 2008 | 1    | Ironman 70.3 Brasil                                  | Penha            |             |                                                                                         |
| 2008          | 1    | Ironman 70.3 Rhode Island                            |                  | 03:54:04    |                                                                                         |
| 2008          | 2    | Ironman 70.3 Cancún                                  | Cancún           |             |                                                                                         |
| 2007          | 2    | Ironman 70.3 World Championship                      | Clearwater       |             | Zweiter hinter dem US-Amerikaner Andy Potts                                             |
| 2007          | 1    | Ironman 70.3 Cancún                                  | Cancún           |             |                                                                                         |
| 20. Aug. 2006 | 1    | Ironman 70.3 Brasil                                  | Brasilia         | 04:04:44    | [ 7 ]                                                                                   |
| 2002          | 2    | St. Croix Triathlon                                  | Saint Croix      |             |                                                                                         |
| 5. Nov. 2000  | 1    | ITU Triathlon World Cup                              | Cancún           | 01:44:12    |                                                                                         |
| 2000          | 28   | Olympische Spiele 2000                               | Sydney           | 01:50:59.48 |                                                                                         |
| 2000          | 2    | St. Croix Triathlon                                  | St. Croix        |             | hinter dem Belgier Luc Van Lierde                                                       |
| 12. Sep. 1999 | 43   | ITU Short Distance Triathlon World Championships     | Montreal         | 01:48:27    |                                                                                         |
| 29. Mai 1999  | 1    | PATCO Triathlon South American Championships         | Margarita Island | 01:43:29    |                                                                                         |
| 12. Nov. 1995 | 11   | ITU Short Distance Triathlon World Championships     | Cancún           | 01:50:58    |                                                                                         |
| 12. Sep. 1992 | 19   | ITU Short Distance Triathlon World Championships     | Huntsville       | 01:51:26    |                                                                                         |
| 15. Aug. 1992 | 11   | ITU Triathlon World Cup                              | Embrun           | 02:25:24    | auf der Kurzdistanz beim Embrunman                                                      |

| Datum/Jahr    | Rang | Wettbewerb                | Austragungsort | Zeit     | Bemerkung |
| ------------- | ---- | ------------------------- | -------------- | -------- | --- |
| 28. Nov. 2010 | 13   | Ironman Mexico            | Cozumel        | 08:49:10 | |
| 30. Mai 2010  | 5    | Ironman Brasil            | Florianópolis  | 08:32:58 | |
| 29. Nov. 2009 | 14   | Ironman Mexico            | Cozumel        | 09:19:49 | |
| 28. Juni 2009 | 7    | Ironman France            | Nizza          | 09:08:26 | |
| 7. Dez. 2008  | 7    | Ironman Western Australia | Busselton      | 08:27:28 | |
| 25. Mai 2008  | -    | Ironman Brasil            | Florianópolis  | DNF      | |
| 27. Mai 2007  | 1    | Ironman Brasil            | Florianópolis  | 08:21:09 | [ 8 ] |
| 28. Mai 2006  | 1    | Ironman Brasil            | Florianópolis  |          | |
| 15. Okt. 2005 | 5    | Ironman Hawaii            | Hawaii         |          | |
| 28. Mai 2005  | 2    | Ironman Brasil            | Florianópolis  |          | |
| 29. Mai 2004  | 2    | Ironman Brasil            | Florianópolis  | 08:30:58 | |
| 24. Mai 2003  | 1    | Ironman Brasil            | Florianópolis  | 08:16:10 | Nach Eduardo Sturla (2001) gewinnt Oscar Galíndez als zweiter Argentinier beim Ironman über die Langdistanz. |
| 19. Okt. 2002 | 15   | Ironman Hawaii            | Hawaii         | 08:55:00 | |

| Datum/Jahr    | Rang | Wettbewerb                      | Austragungsort | Zeit | Bemerkung |
| ------------- | ---- | ------------------------------- | -------------- | ---- | --------- |
| 14. Juni 2008 | 2    | Xterra Brazil Championships     | Angra dos Reis |      |           |
| 17. Feb. 2007 | 1    | Xterra Argentinia Championships | La Calera      |      |           |

| Datum/Jahr    | Rang | Wettbewerb                                      | Austragungsort | Zeit     | Bemerkung            |
| ------------- | ---- | ----------------------------------------------- | -------------- | -------- | -------------------- |
| 27. Juli 2013 | 10   | ITU Duathlon Short Distance World Championships | Cali           | 01:47:28 |                      |
| 1995          | 1    | ITU Duathlon Short Distance World Championships | Cancún         |          | Duathlon-Weltmeister |

(DNF – Did Not Finish)